# نهائي كأس روسيا لكرة القدم 2015
نهائي كأس روسيا لكرة القدم 2015 هي المباراة النهائية من منافسة كأس روسيا لكرة القدم 2014–15، أقيمت المباراة في 21 مايو 2015، في Central Stadium (Astrakhan) ‏، بين فريقي لوكوموتيف موسكو، ونادي كوبان كراسنودار، وفاز فيها لوكوموتيف موسكو، بعد أن هزم نادي كوبان كراسنودار، بنتيجة 3 - 1، وكان حكم المباراة فلاديسلاف بيزبوردوف.

## تفاصيل المباراة
لعبت المباراة النهائية في 21 مايو 2015.
| لوكوموتيف موسكو | 3 -1 | نادي كوبان كراسنودار |
| --------------- | ---- | -------------------- |
|                 |      |                      |